# Свевлад
Свевлад — известный по гораздо более поздним источникам сербский жупан. Первый, чьё имя упоминается после переселения сербов на Балканы в годы правления византийского императора Ираклия I. Его нахождение у власти точно не датировано, но это было между 630 и 660 годами. Летопись попа Дуклянина сообщает, что Свевлад преследовал христиан и правил двенадцать лет. Преемником Свевлада был его сын Селемир.